# Естонський університет природничих наук
Естонський університет природничих наук (естонською: Eesti Maaülikool, EMÜ), розташований в Тарту, Естонія, та є колишнім Естонським сільськогосподарським університетом, який було засновано 1951 року та перейменовано й реконструйовано у листопаді 2005 року.
Естонський університет природничих наук є, за його власною заявою, єдиним естонським вишем, чиїми приоритетами у академічній та дослідницькій практиці є сталий розвиток природокористування необхідний для існування людини а також охорона довкілля і природної спадщини. Естонський університет природничих наук є центром з досліджень сільського господарства, лісівництва, тваринництва, ветеринарної справи, економіки, технології харчового виробництва та екологічно сприятливих технологій. Університет є членом міжнародної мережі університетів BOVA.
2009 року, в університеті навчалося 4704 студенти. Працювало в університеті 983 особи, зокрема 228 викладачі, 159 наукових співробітники.
За одним з рейтингів, Університет належить до 100 кращих університетів світу в області сільського господарства та лісівництва.

## Інститути

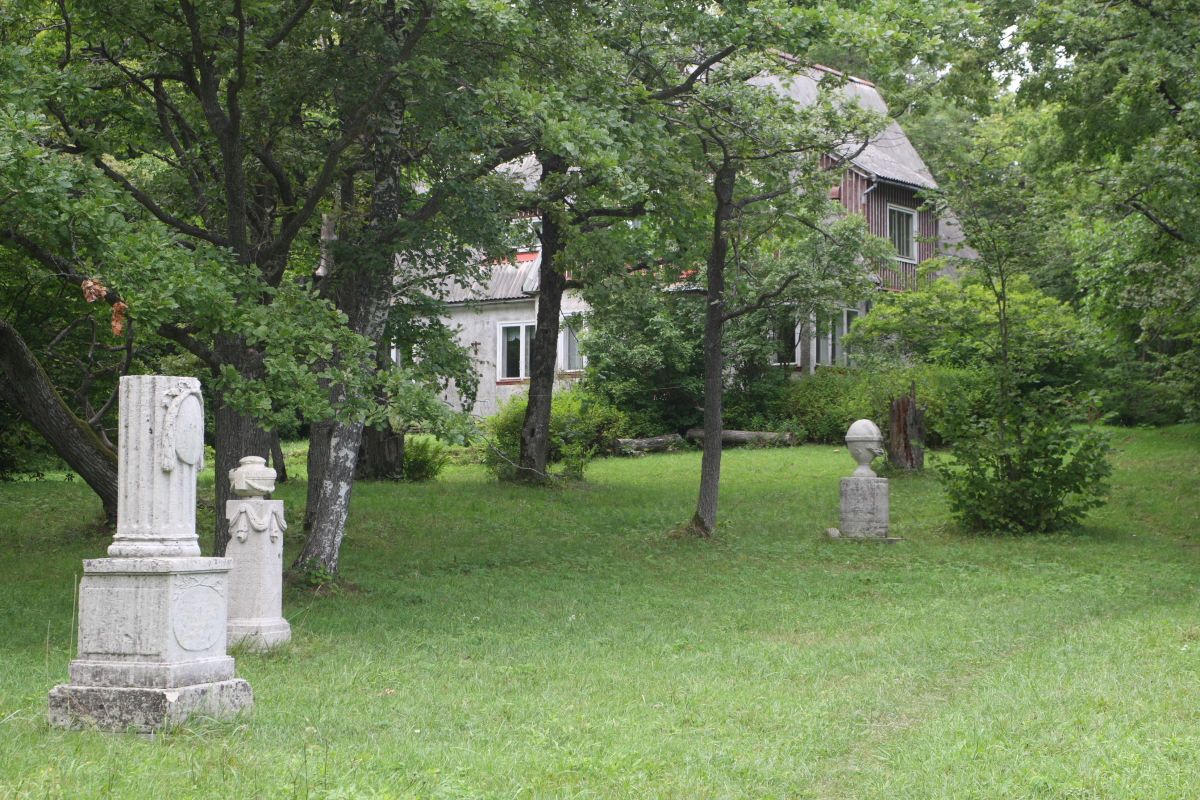
Біологічна станція в Пухту

Викладання та дослідження проводяться п'ятьма інститутами:
- Інститут сільськогосподарських наук та наук про довкілля
- Інститут ветеринарної медицини та тваринництва
- Інститут лісівництва та сільської інженерії
- Інститут технологій
- Інститут економіки та наук про суспільство

## Історія

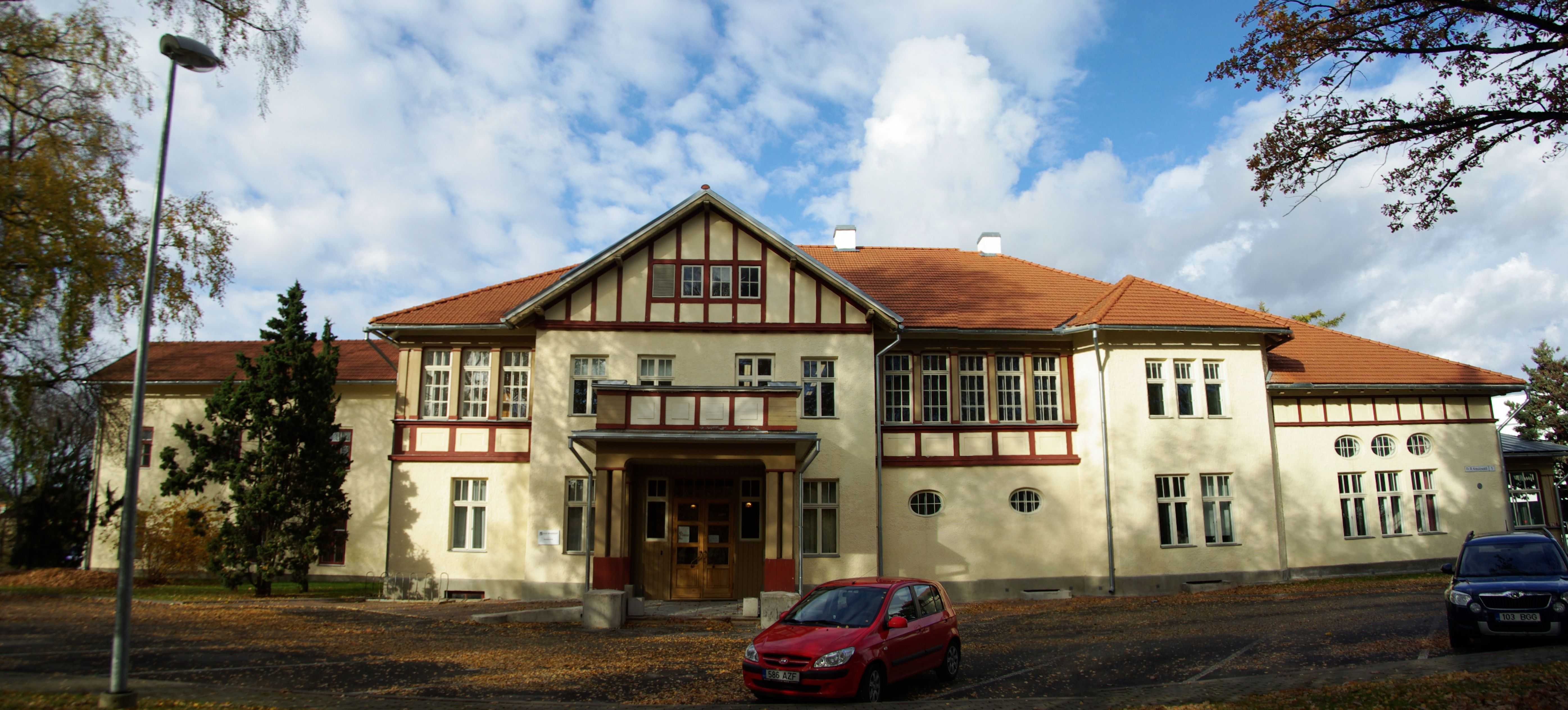
Головна будівля університету

Корінням Естонський університет природничих наук сягає сільськогосподарських та лісівницьких студій в Тартуському університеті. На урочистій церемонії відкриття Тартусського університету у 1632 році, шведський канцлер та фактичний засновник університету Йоган Скютте забажав, щоб "навіть селяни цієї країни змогли отримати свою частку з життєдайних джерел освітнього благополуччя". Це твердження вважається початком сільськогосподарської освіти в Естонії.
Після перевідкриття Тартуського університету 1802 року, кафедра сільського господарства була заснована професором Краузе. Спочатку агрономія викладалась на філософському факультеті, пізніше - на фізико-математичному. Започаткована школа агрономії була добре відома в Європі та Російській імперії. Сільськогосподарський факультет, що складався з кафедр агрономії та лісівництва, був заснований у 1919 році, коли Тартуський університет було відкрито як естонський університет. Факультетові належали дослідницькі станції та експериментальні ділянки, де студенти могли займатись прикладними дослідженнями. На основі старого Тартуського ветеринарного інституту було засновано факультет ветеринарних наук. Ці два факультети склали ядро нового незалежного університету, утвореного 1951 року, а саме Естонської сільськогосподарської академії.

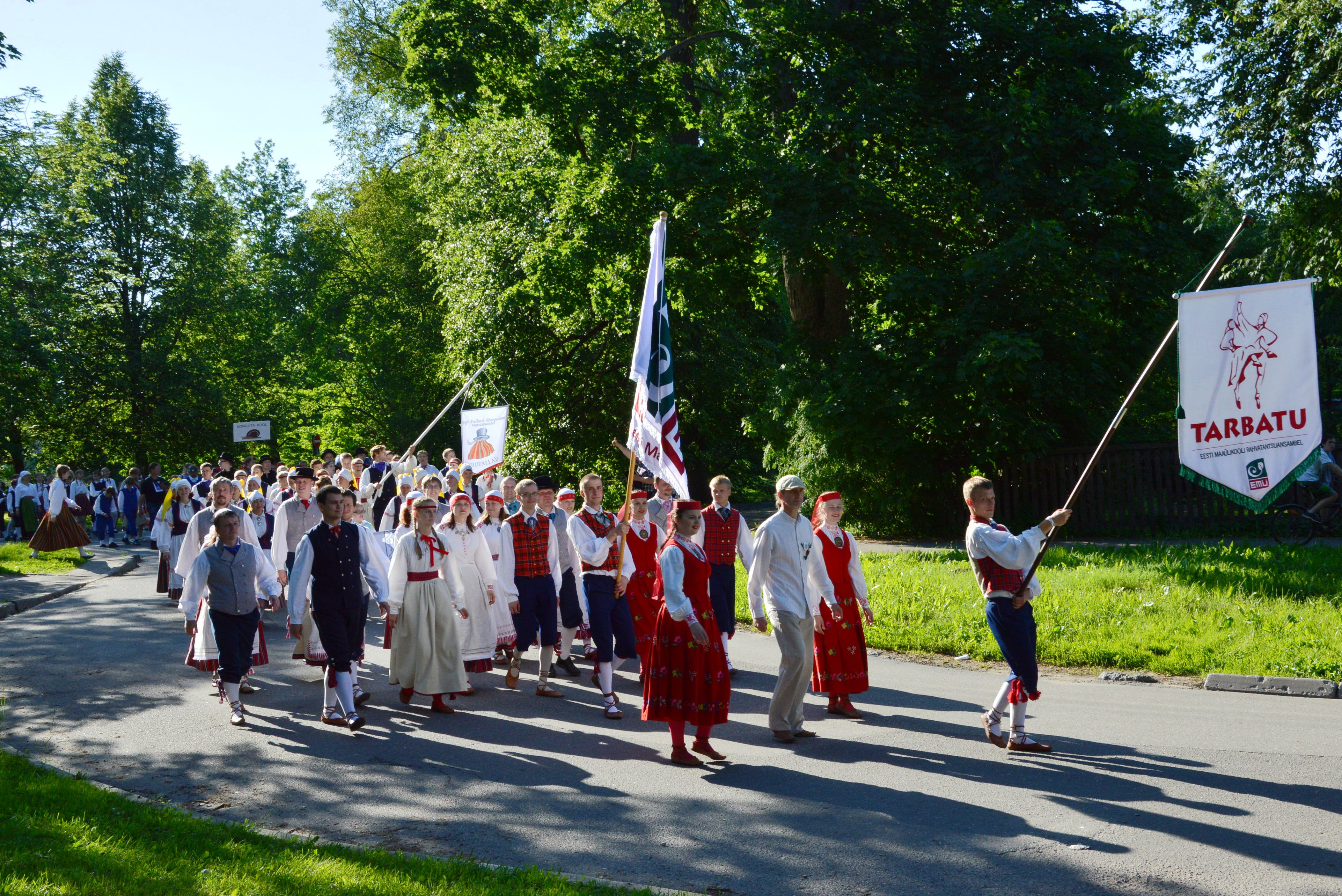
Університетський ансамбль народних танців Тарбату

Естонська сільськогосподарська академія була прямо підпорядкована Міністерству сільського господарства Радянського Союзу, та готувала фахівців в різних царинах сільського господарства від агрономів та тваринників до експертів з електрифікації великих ферм. Робота спрямовувалась таким чином до кінця 1980-х років.
Після відновлення незалежності Естонії 1991 року, академію було перейменовано на Естонський сільськогосподарський університет, та було реструктуровано відповідно до радикальних змін в естонському сільському господарстві та лісівництві (наприклад, скасування колхозів та совхозів). Були започатковані нові спеціальності, на кшталт захисту довкілля, ландшафтної архітектури, виробництва та маркетингу сільськогосподарської продукції, охорони та збереження ландшафтів, прикладної гідробіології, економіки довкілля та менеджменту, менеджменту природних ресурсів.

## Зовнішні посилання
- Official website [Архівовано 21 грудня 2018 у Wayback Machine.]
- Bova-University Network [Архівовано 7 березня 2022 у Wayback Machine.]